# Gevangenname van de Raad van State

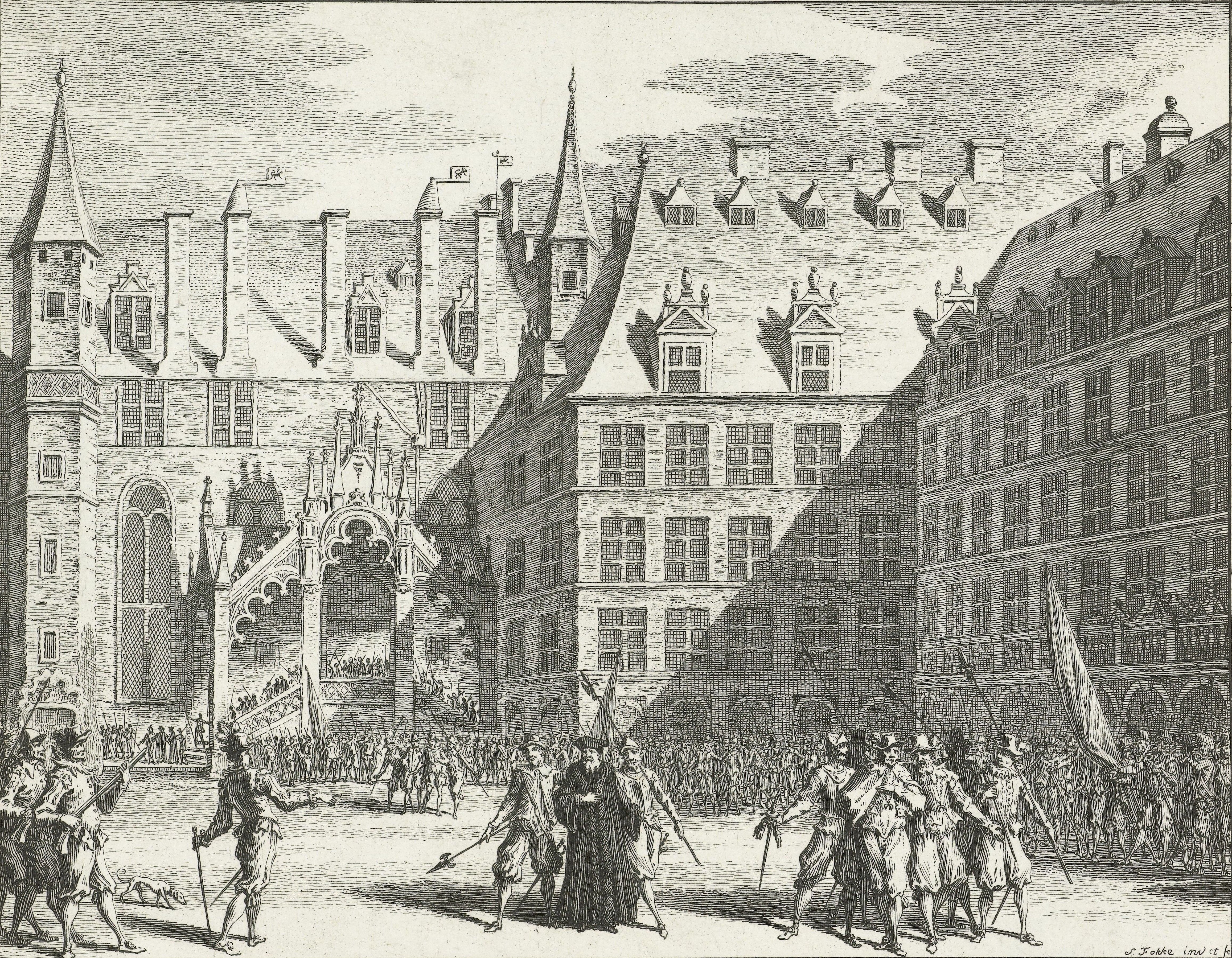
De gevangen staatsraden weggeleid uit het Koudenbergpaleis, op een prent van Simon Fokke (ca. 1747-1759)

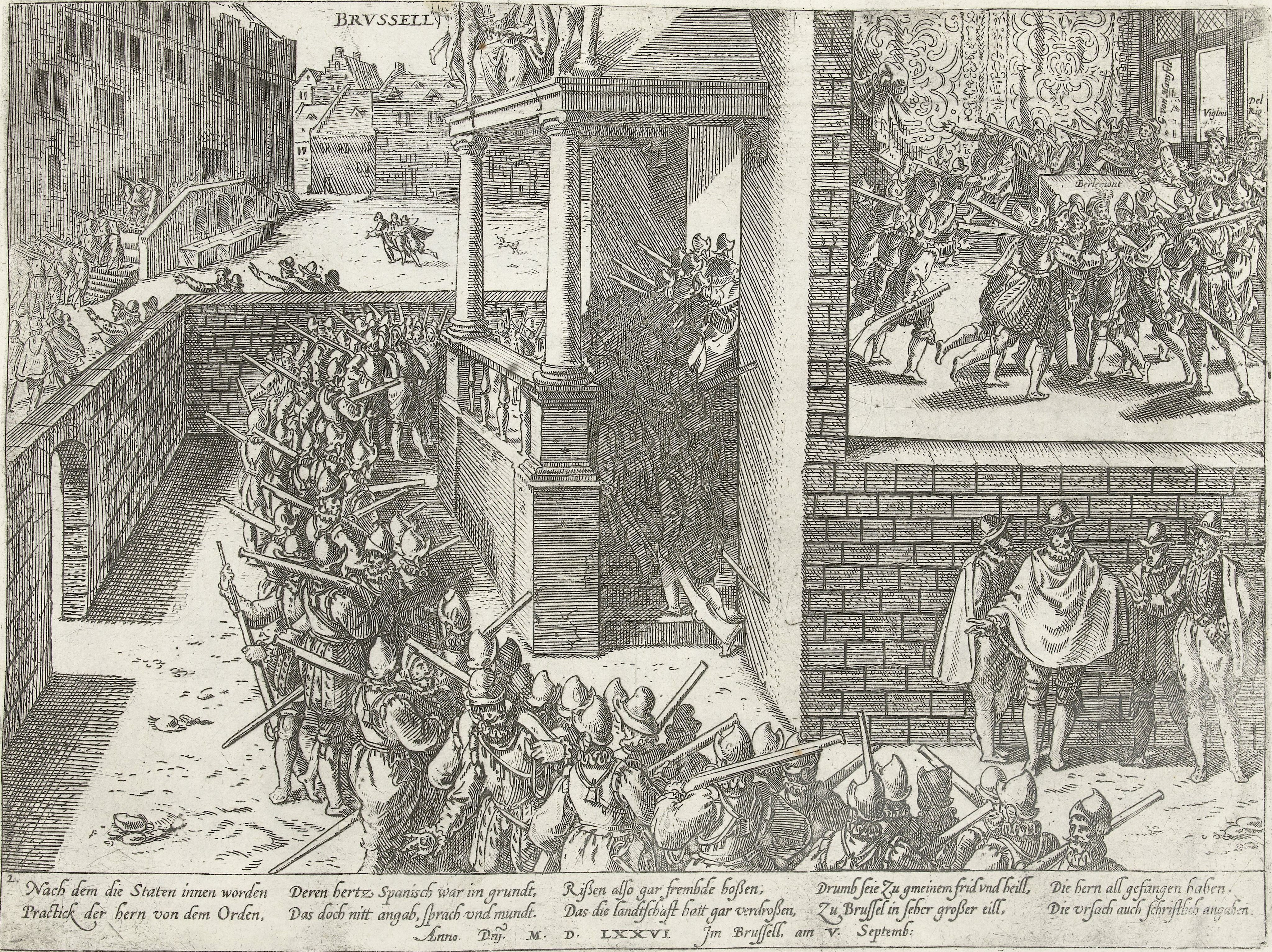
Prent van de gevangenname door Frans Hogenberg (ca. 1576-1578). Rechtsboven de arrestatie van Berlaymont, Mansfeld, Del Rio en Viglius (die laatste twee waren in realiteit niet aanwezig).

De gevangenname van de Raad van State op 4 september 1576 in Brussel was een coup aan het begin van de Tachtigjarige Oorlog tegen de koningsgezinde Raad van State, die in afwezigheid van een landvoogd het hoogste gezag in de Spaanse Nederlanden waarnam. Troepen van de Magistraat van Brussel en de Staten van Brabant arresteerden de staatsraden in volle zitting, alsook enkele leden van de Geheime Raad. Door hun actie dwongen de opstandelingen af dat een gezuiverde Raad vervolgens een Staten-Generaal bijeenriep, die twee maanden later de Pacificatie van Gent sloot. De operatie gebeurde met medeweten en goedkeuring van Willem van Oranje, vermoedelijk ook de opdrachtgever. Ze zorgde voor iets waarnaar hij lang had gestreefd, het moment waarop de opstand transformeerde van een burgeroorlog in een strijd tussen vreemde koninklijke troepen en bewoners van de hele Lage Landen.

## Context
In 1576 was de burgeroorlog in de Nederlanden tien jaar bezig en wensten alle partijen vrede, maar het plotse overlijden van landvoogd Requesens op 5 maart maakte dat niet gemakkelijker. Na enig getouwtrek kwam op 3 april het bericht dat koning Filips II van Spanje de landvoogdij ad interim toevertrouwde aan de Raad van State, waarmee hij de lokale elites weer politieke macht gaf, al zaten er ook enkele Spanjaarden in het orgaan. Ook diende rekening te worden gehouden met de Raad van Oorlog, waarin alleen Spanjaarden zaten (Alessandro Gonzaga, Alonso de Vargas, Jerónimo de Roda en Julian Romero). De Raad van State kreeg het bevel over de 60.000 tercios in het Leger van Vlaanderen, dat op de rand van muiterij stond vanwege 18 miljoen florijnen achterstallige soldij. Het jaar voordien had Castilië het staatsbankroet afgekondigd.
Met enkele symbolische beslissingen, zoals de afschaffing van de inactieve Bloedraad en van de niet geheven Tiende Penning, probeerde de Raad goodwill te creëren. Ondertussen drong hij aan bij de koning op de ware remedies, maar Filips wilde deze meer ingrijpende toegevingen voorbehouden aan de volgende landvoogd Juan van Oostenrijk, op wiens komst het nog tot het einde van het jaar wachten zou zijn. Willem van Oranje en de Staten van Holland wachtten niet om in hun propaganda aan te sturen op het houden van een Staten-Generaal teneinde onder de provincies een vredesregeling te treffen. Bij de publieke opinie in het zuiden viel dit in goede aarde. De Staten van Brabant zetten de Raad van State onder druk om de convocatie te verrichten, maar deze weigerde op te treden zonder de goedkeuring van Filips II. Diens negatieve antwoord van 12 juni kwam aan op 30 juli. Ondertussen was de situatie drastisch verslechterd doordat zijn leger aan het muiten was geslagen en zo het strijdtoneel had verplaatst naar de loyale provincies.

## Muiterij
Holland en Zeeland, die sinds 1572 als enige provincies openlijk in opstand waren tegen het gezag van koning Filips II van Spanje, kregen met de inname van Zierikzee op 2 juli een militaire klap. De Spaanse soldaten waren ontevreden met de uitbetaling na deze overwinning, die hun achterstallige soldij niet goedmaakte. Ze sloegen aan het muiten en verschenen op 21 juli met 1600 soldaten voor Mechelen, dat de poorten dicht hield. In de volgende dagen bedreigden ze Brussel. Omdat ook deze stad onder de wapens was, brandschatten de muiters de omgeving: Asse, de abdij van Affligem, Aalst, Denderleeuw, Liedekerke. Vooral de Plundering van Aalst op 25 juli veroorzaakte grote commotie. Het werd hun uitvalsbasis voor verdere plundertochten in Brabant en Vlaanderen. Ook de Waalse en Duitse troepen in koninklijke dienst dreigden zich bij de muiters aan te sluiten.
Toen het nieuws van Aalst de Brusselaars bereikte, waren de Alonso de Vargas, Jerónimo de Roda en Julian Romero niet meer veilig. Mansfeld begeleidde hen naar het Koudenbergpaleis. In de ochtend van 26 juli werd een secretaris van Roda op straat dodelijk gemolesteerd. Diezelfde dag reageerde de Raad van State door de muiters bij plakkaat vogelvrij te verklaren, en het lichten van troepen door loyaal gebleven Staten toe te staan. Niettemin werd de Raad dubbelhartigheid, apathie en onvermogen verweten, en had hij alle moeite om zijn gezag te bewaren. Roda ontkwam op 1 augustus naar Antwerpen, weldra vervoegd door Romero en Vargas, met wie hij vanuit de citadel allerlei proclamaties begon uit te vaardigen als "voorlopige regering". Op 2 augustus werd het plakkaat bevestigd en aangescherpt: eenieder had nu de plicht de muiters standrechtelijk te executeren. Tegelijk publiceerde de Raad een reconstructie van de kritieke situatie.
Gebruikmakend van de autorisatie brachten de Staten van Brabant en de Brusselse stadsmagistraat een 2600 man sterke troepenmacht op de been, waarvan zeshonderd ruiters onder Adrien de Rubempré en tweeduizend man voetvolk onder het commando van Willem van Horne. De infanterie was ingedeeld in negen compagnieën die in diverse regio's van Brabant werden ingezet. De compagnie van driehonderd musketiers onder Jacques de Glymes, hoogbaljuw van Waals-Brabant, werd in Brussel ingekwartierd. Van Horne, die nauwe banden had met Oranje, usurpeerde het militaire gezag van gouverneur Mansfeld. Op 23 augustus presenteerde hij Oranjes uitnodiging voor een bondgenootschap aan de Staten van Brabant.
Omdat de muiterijsituatie nog altijd nijpend was, stuurden de staatsraden in Brussel op 2 september Ressegem naar Madrid met het dringende verzoek om de ware remedies in werking te stellen. Hij bracht zijn boodschap op de Junta de Flandes en bekwam dat Don Juan onmiddellijk vertrok met de nodige volmachten.

## Uitvoering van de coup
Na het vertrek van Ressegem ging de Oranjegezinde partij over tot actie. In de late ochtend van 4 september drongen het regiment van Glymes en een stadsmilitie onder Hendrik de Bloyere het Koudenbergpaleis binnen, waar de Raad van State in zitting was. Ze forceerden de deur en namen de aanwezigen gevangen: de staatsraden Mansfeld, Berlaymont, Sasbout en Assonleville, alsook de secretarissen Berty en Scharberger. Aarschot, die toen een verstandhouding had met Oranje, was als bij toeval afwezig, maar werd in zijn woonst onder bewaking geplaatst. Ook de oude Viglius, die ziek thuis zat, kreeg wachten aan zijn deur. Havré was op de zitting aanwezig zonder staatsraad te zijn en werd ook aangehouden, maar net als zijn broer Aarschot herwon hij al de volgende dag zijn vrijheid.
De gevangenen waren te voet naar het Broodhuis afgevoerd. Ook de onpopulaire Del Rio werd opgepakt. Hij moest spitsroeden lopen naar zijn plaats van bewaring in het Cleyn Moleken (De Windmolen) op de Grote Markt. De volgende dag was het de beurt aan de tegenstanders binnen de Geheime Raad: Fonck, Boisschot en Tassis.
Op 15 september kwamen Sasbout, Berty, Scharberger en Fonck weer vrij. Tassis volgde enkele dagen later, maar bleef nog tot 1 november onder huisarrest. Del Rio was voor zijn eigen veiligheid overgebracht naar de Treurenbergpoort en belandde later in de kerker van het kasteel van Vilvoorde. Berlaymont zou vastzitten tot 19 januari 1577, Mansfeld tot 25 januari, Assonleville tot 3 maart.

## Reacties op de coup
De arrestatie van het opperste gezag was een daad van majesteitsschennis, waar de opdrachtgevers hun handen vanaf trokken. De Staten van Brabant lieten een Justificatie publiceren waarin ze elke verantwoordelijkheid afwezen. Ook Willem van Oranje deed het voorkomen alsof hij de arrestatie sterk afkeurde, terwijl hij er in werkelijkheid bijna zeker de aanstichter van was, zoals de Staten van Holland jaren nadien te kennen gaven. Zelf zou Oranje achteraf verklaren dat het vooral aan de moed en vastberadenheid van het Brusselse volk te danken was dat de grondslagen voor 's lands vrijheid waren gelegd.
De meeste provincies reageerden gereserveerd of afwijzend op de coup. Luxemburg, Namen en Artesië eisten de vrijlating van respectievelijk Mansfeld, Berlaymont en Assonleville. Ook Vlaanderen vroeg de invrijheidstelling.
De reactie van Roda in Antwerpen was dat hij de bevoegdheden van de Raad persoonlijk zou uitoefenen omdat hij als enige raadslid nog over zijn volle vrijheid beschikte. Hij riep zich ook uit tot gouverneur-generaal en kapitein-generaal van de Nederlanden. Madrid was er niet mee opgezet. Op 11 september ging koning Filips II in op het verzoek dat Roda in juli had geformuleerd om naar Spanje terug te keren.

## Gevolgen van de coup
De samenzweerders maakten ten volle gebruik van het bekomen voordeel en hadden geen enkele intentie om Don Juan de kans te geven zijn remedies te presenteren. Nog steeds in overleg met Oranje riepen de Staten van Brabant en Henegouwen op 5-8 september de Staten-Generaal bijeen in Brussel. Normaal mocht alleen de landvoogd dat doen, maar de formele afwezigheid van een opvolger voor Requesens werd gebruikt als rechtvaardiging. Ter verdere legitimatie verstuurde de Raad van State, na de vrijlating van haar gewillige leden, op 20 september officiële convocaties voor de Staten-Generaal. De verzwakte instelling verantwoordde dit aan de koning door het belang van deze daad te minimaliseren.
De Vlaamse afgevaardigden waren op 22 september in Brussel en de Henegouwse twee dagen later. De Staten van Brabant, motor achter de gebeurtenissen, waren vanzelfsprekend ook vertegenwoordigd, zodat de Staten-Generaal in quorum waren en onmiddellijk hun werkzaamheden aanvatten. Uit andere provincies kwamen eveneens delegaties, maar ze waren te laat of hadden een te zwak mandaat om zwaar te wegen. Op 12 oktober vaardigden de Staten-Generaal negen personen uit de eerste drie provincies af naar de vredesbesprekingen in Gent met Holland, Zeeland en hun semi-legale stadhouder Oranje. Basis van hun mandaat waren de in 1575 afgebroken Onderhandelingen van Breda.
Gent was door Oranje uitgekozen omdat hij er een garnizoen had en veiliger was dan in Antwerpen of Brussel. Op 15 september was het Beleg van het Spanjaardenkasteel er begonnen. De achttien onderhandelaars bereikten van 19 tot 28 oktober een vergelijk over de krachtlijnen. De Pacificatie van Gent werd uiteindelijk bekrachtigd op 8 november. Ze werd niet aanvaard door koning Filips II en stelde de nieuwe landvoogd Don Juan voor een lastig fait accompli.

## Primaire bronnen
Enkele primaire bronnen over de gevangenname:
- L.P. Gachard, Correspondance de Philippe II sur les affaires des Pays-Bas, vol. IV, 1861, p. 384-389
- Jan de Pottre, Dagboek 1549-1602, 1861, p. 67-68
- Emanuel van Meteren, Belgische ofte Nederlantsche historie, van onsen tijden, 1599, zesde boek
- Famiano Strada, De Bello Belgico decades duae, 1632
- Jan Baptist van Tassis, Commentariorum de Tumultibus Belgicis sui temporis libri octo, 1743, tweede boek
- Laurentius Metsius, memorie

## Voetnoten
1. 1 2 3  Violet Soen, Vredehandel. Adellijke en Habsburgse verzoeningspogingen tijdens de Nederlandse Opstand (1564-1581), 2012, p. 108-109
2. ↑  P.A.M. Geurts, De Nederlandse Opstand in de pamfletten 1566-1584, 1956, p. 58. Gearchiveerd op 10 augustus 2022.
3. ↑  Pieter Serrien, In opstand! Geuzen in de Lage Landen, 1565-1578, 2022, p. 467. ISBN 9789464103182
4. ↑  De koninklijke commissiebrief vertrok op 24 maart 1576 uit Madrid.
5. ↑  Michel Baelde en Paul Van Peteghem, De Pacificatie van Gent (1576) , in: id. (eds.), Opstand en pacificatie in de Lage Landen. Bijdrage tot de studie van de Pacificatie van Gent, 1976, p. 6. Gearchiveerd op 4 februari 2023.
6. ↑  Sommigen waren al sinds mei 1572 niet meer betaald: zie Geoffrey Parker, The Army of Flanders and the Spanish Road, 1567-1659. The Logistics of Spanish Victory and Defeat in the Low Countries' Wars, 2004, p. 116. Gearchiveerd op 16 juli 2023.
7. ↑  Michel Baelde en Paul Van Peteghem, De Pacificatie van Gent (1576) , in: id. (eds.), Opstand en pacificatie in de Lage Landen. Bijdrage tot de studie van de Pacificatie van Gent, 1976, p. 12. Gearchiveerd op 4 februari 2023.
8. ↑  Geoffrey Parker, The Army of Flanders and the Spanish Road, 1567-1659. The Logistics of Spanish Victory and Defeat in the Low Countries' Wars, 2004, p. 167-168. Gearchiveerd op 16 juli 2023.
9. ↑  Een andere bron situeert de episode op 31 augustus, maar ze is al vermeld in een brief van Roda aan de koning d.d. 27 juli.
10. ↑  Geoffrey Parker, The Army of Flanders and the Spanish Road, 1567-1659. The Logistics of Spanish Victory and Defeat in the Low Countries' Wars, 2004, p. 199. Gearchiveerd op 16 juli 2023.
11. ↑  Discours veritable sur ce qui est advenu touchant l'alborote et esmotion des Espaignolz mutinez és Isles de Zelande, Brussel, 1576. Gearchiveerd op 16 juli 2023.
12. ↑  Horne werd benoemd op 31 juli en Rubempré op 5 augustus.
13. ↑  Alexandre Henne en Alphonse Wauters, Histoire civile, politique et monumentale de la ville de Bruxelles, vol. I, 1845, p. 440
14. ↑  Henri Pirenne, Geschiedenis van België, vol. 4, 1925, p. 73
15. ↑  Justificatie vanden aentast ende bewaringe van eenighe Heeren vanden Raedt van State ende andere int Nederlant, Brussel, 1576
16. ↑  K.W. Swart, Willem van Oranje en de Nederlandse Opstand, 1572-1584, 1994, p. 111-112. Gearchiveerd op 25 juli 2021.
17. ↑  W.P. Blockmans en Paul Van Peteghem, La Pacification de Gand à la lumière d'un siècle de continuité constitutionnelle dans les Pays-Bas, 1477-1576 , in: Rudolf Vierhaus (ed.), Herrschaftsverträge, Wahlkapitulationen, Fundamentalgesetze, 1977, p. 223
18. ↑  H.G. Koenigsberger, Monarchies, States Generals and Parliaments. The Netherlands in the Fifteenth and Sixteenth Centuries, 2001, p. 260-270. Gearchiveerd op 16 juli 2023.
19. ↑  Het was van 1488 en de Vlaamse Opstand tegen Maximiliaan geleden dat de Staten zich dit initiatiefrecht hadden aangematigd.
20. ↑  Artesië, Namen, Rijsel, Doornik, Gelre en Utrecht daagden in de loop van oktober op te Brussel; Friesland en Groningen eind december; Overijssel in april 1577.
21. ↑  W.P. Blockmans en Paul Van Peteghem, La Pacification de Gand à la lumière d'un siècle de continuité constitutionnelle dans les Pays-Bas, 1477-1576 , in: Rudolf Vierhaus (ed.), Herrschaftsverträge, Wahlkapitulationen, Fundamentalgesetze, 1977, p. 224